# 圣欧班新堡
圣欧班新堡（法語：Saint-Aubin-Château-Neuf，法語發音：[sɛ̃.t‿obɛ̃ ʃato nœf]）是法国勃艮第-弗朗什-孔泰大区约讷省的一个旧市镇，位于该省中西部，属于欧塞尔区。2016年1月1日，圣欧班新堡和相邻的奥克尔河畔圣马丹合并为新市镇勒瓦勒多克尔（Le Val d'Ocre），圣欧班新堡为政府驻地。

## 地理
圣欧班新堡（47°49'25"N, 3°18'36"E）面积24.89 平方千米，位于法国勃艮第-弗朗什-孔泰大區约讷省，该省份为法国中北部内陆省份，西接卢瓦雷省，西北接塞纳-马恩省，南至涅夫勒省，东临科多尔省，东北与奥布省接壤。
与圣欧班新堡接壤的市镇（或旧市镇、城区）包括：沙西、奥克尔河畔圣马丹。

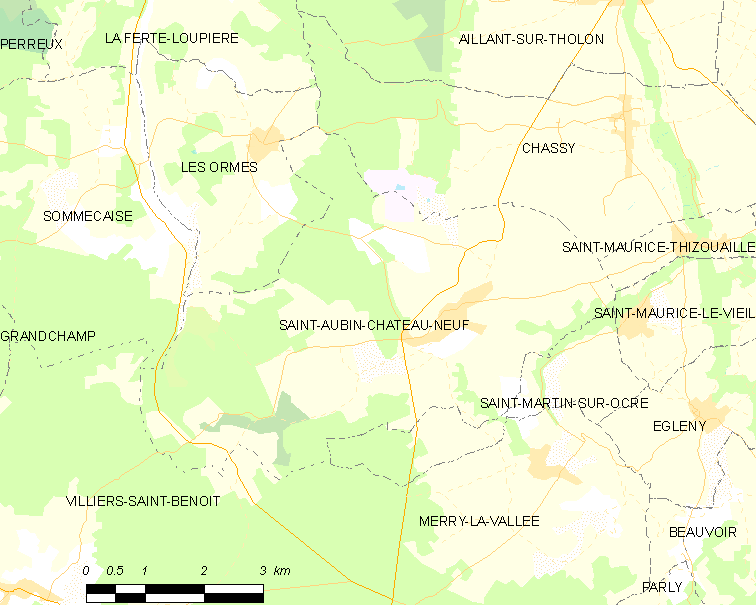
圣欧班新堡的OSM定位图

圣欧班新堡的时区为UTC+01:00、UTC+02:00（夏令时）。

## 行政
圣欧班新堡的邮政编码为89110，INSEE市镇编码为89334。

## 政治
圣欧班新堡所属的省级选区为沙尔尼-奥雷德皮赛县。

## 人口

1962-2008年间圣欧班新堡人口变化图示

圣欧班新堡于2018年1月1日时的人口数量为508人。